# Ruxandra Dragomir
Ruxandra Dragomir Ilie (Piteşti, 24 de Outubro de 1972) é uma ex-tenista profissional romena.
Ela ganhou quatro títulos de simples e cinco de duplas no WTA Tour durante sua carreira. A destra alcançou sua classificação individual WTA mais alta em 25 de agosto de 1997, quando se tornou a 15ª do mundo. Entre 2009 e 2013 ela foi a presidente da Federação Romena de Tênis. Seu melhor desempenho em um torneio do Grand Slam veio quando ela chegou às quartas de final do Aberto da França de 1997, derrotando Sonya Jeyaseelan, Yayuk Basuki, Karina Habšudová e Nicole Arendt antes de perder para o eventual campeão, Iva Majoli.
Dragomir se aposentou do tênis profissional em 2005.

## WTA Tour (9)

### Simples(4)
| N. | Data | Torneio                   | Piso   | Oponente            | Placar        |
| -- | ---- | ------------------------- | ------ | ------------------- | ------------- |
| 1. | 1996 | Budapeste, Hungria        | Saibro | Melanie Schnell     | 7–6(8–6), 6–1 |
| 2. | 1996 | Karlovy Vary, Rep. Tcheca | Saibro | Patty Schnyder      | 6–2, 3–6, 6–4 |
| 3. | 1996 | Pattaya City, Tailândia   | Duro   | Tamarine Tanasugarn | 7–6(7–4), 6–4 |
| 4. | 1997 | Rosmalen, Holanda         | Grama  | Miriam Oremans      | 5–7, 6–2, 6–4 |

### Duplas (5)
| N. | Data | Torneio                  | Parceiro           | Piso   | Oponentes                           | Placar                  |
| -- | ---- | ------------------------ | ------------------ | ------ | ----------------------------------- | ----------------------- |
| 1. | 1994 | Palermo, Itália          | Laura Garrone      | Saibro | Alice Canepa Giulia Casoni          | 6–1, 6–0                |
| 2. | 1995 | Bournemouth, Reino Unido | Mariaan de Swardt  | Saibro | Kerry-Anna Guse Patricia Hy-Boulais | 6–3, 7–5                |
| 3. | 1997 | Prague, Rep. Tcheca      | Karina Habšudová   | Saibro | Eva Martincová Helena Vildová       | 6–1, 5–7, 6–2           |
| 4. | 1997 | Warsaw, Poland           | Inés Gorrochategui | Saibro | Catherine Barclay Meike Babel       | 6–4, 6–0                |
| 5. | 2001 | 's-Hertogenbosch         | Nadia Petrova      | Grama  | Kim Clijsters Miriam Oremans        | 7–6(7–5), 6–7(5–7), 6–4 |